# Arbnor Muçolli
Arbnor Muçolli (Fredericia, 15 de septiembre de 1999) es un futbolista danés, nacionalizado albanés, que juega en la demarcación de centrocampista para el IFK Göteborg de la Allsvenskan.

## Selección nacional
Tras jugar en la selección de fútbol sub-18 de Dinamarca se nacionalizó albanés, y tras jugar en la selección sub-20 y en la selección sub-21, finalmente el 13 de junio de 2022 hizo su debut con la selección absoluta en un encuentro amistoso contra Estonia que finalizó con un resultado de empate a cero.

## Clubes
| Club           | País      | Año       | Partidos | Goles |
| -------------- | --------- | --------- | -------- | ----- |
| Vejle Boldklub | Dinamarca | 2016-2023 | 161      | 24    |
| IFK Göteborg   | Suecia    | 2023-     | 33       | 10    |